# 申特尤爾

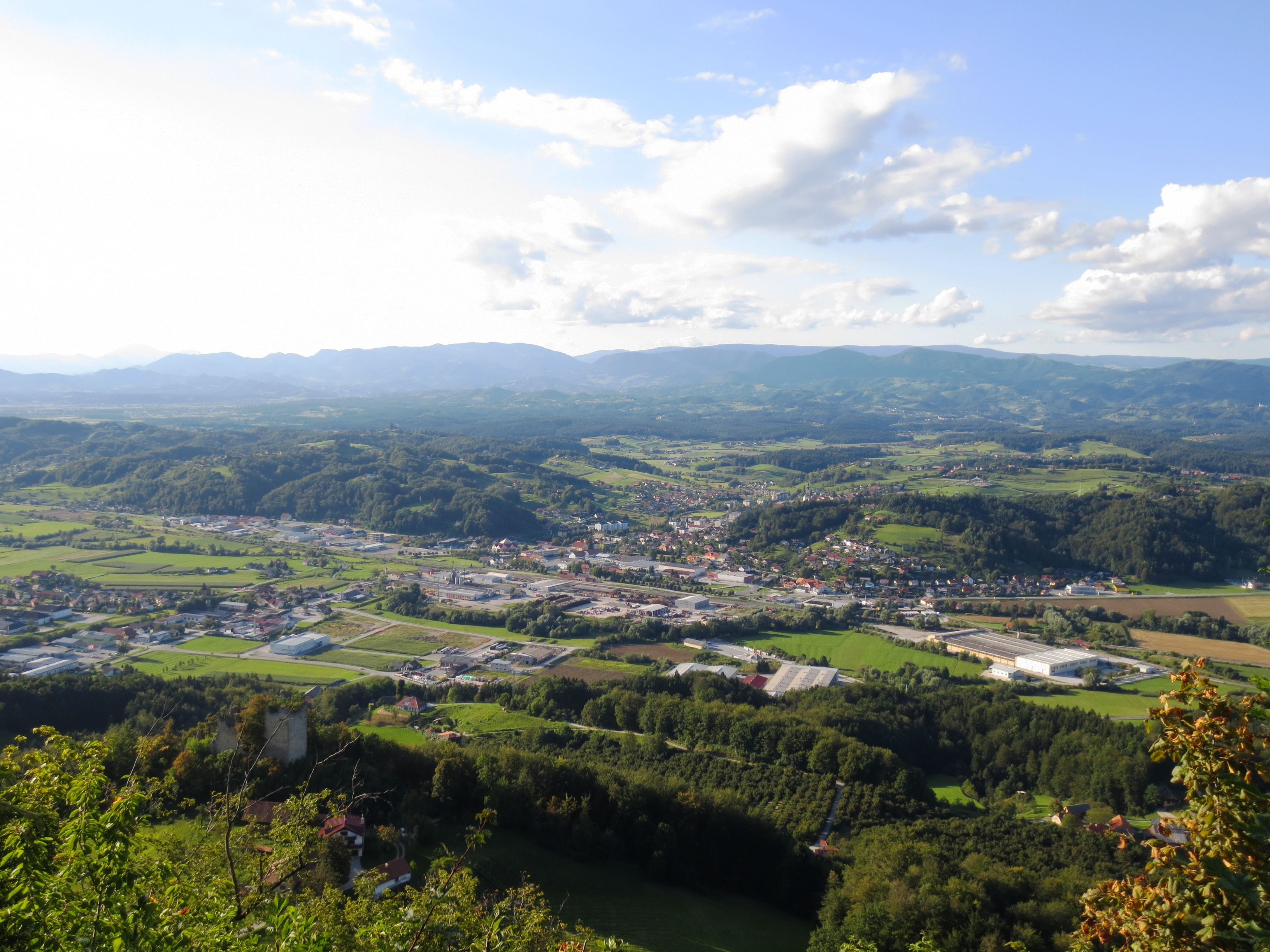
全景图

申特尤爾，舊稱采列附近申特尤爾（Šentjur pri Celju），是斯洛文尼亞東部申特尤爾市鎮的城鎮及行政中心，距離采列11公里。海拔高度262米，2020年人口数量为4,940人。

## 外部連結
- 申特尤尔市镇官方网站 （页面存档备份，存于） （斯洛文尼亚文）
- Šentjur on Geopedia （页面存档备份，存于）